# Justus H. Ulbricht
Justus H. Ulbricht (* 22. Dezember 1954 in Coburg) ist ein deutscher Historiker.

## Leben
Ulbricht studierte Geschichte, Germanistik und Pädagogik in Tübingen und wurde 2006 an der Philosophischen Fakultät der Friedrich-Schiller-Universität Jena mit der Dissertation „Deutsche Religion“ und „Deutsche Kunst“. Intellektuelle Sinnsuche und kulturelle Identitätskonstruktionen in der „Klassischen Moderne“ zum Dr. phil. promoviert. Gutachter der Arbeit waren Lutz Niethammer, Jürgen John und Lucian Hölscher.
Von 1995 bis 2009 war er wissenschaftlicher Mitarbeiter u. a. bei der Klassik Stiftung Weimar. Von 2011 bis 2013 war er Geschäftsführer der Forschungsstelle Moderne Regionalgeschichte an der Otto-von-Guericke-Universität Magdeburg und anschließend als freier Wissenschaftler in der Erwachsenenbildung und im Bereich Kulturgeschichte unter anderem für die Sächsische Landeszentrale für politische Bildung tätig. Von 2016 bis 2020 war er als Geschäftsführer des Dresdner Geschichtsvereins in Nachfolge von Hans-Peter Lühr verantwortlich für die Dresdner Hefte. Er ist gemeinsam mit Uwe Puschner und Walter Schmitz Herausgeber des Handbuchs zur völkischen Bewegung 1871–1918.

## Schriften (Auswahl)
Justus H. Ulbricht ist (Mit-)Herausgeber folgender Werke:
- Anhalts Weg ins „Zeitalter der Extreme“, 1871–1945. Im Auftrag der Forschungsstelle Moderne Regionalgeschichte am Institut für Geschichte der Otto-von-Guericke-Universität Magdeburg und in Zusammenarbeit mit der Landeszentrale für Politische Bildung Sachsen-Anhalt, Mitteldeutscher Verlag, Halle (Saale) 2014, ISBN 978-3-95462-111-8.
- Schwierige Orte. Regionale Erinnerung, Gedenkstätten, Museen. In Kooperation mit der Landeszentrale für politische Bildung Sachsen-Anhalt, der Stiftung Gedenkstätten Sachsen-Anhalt und dem Landesheimatbund Sachsen-Anhalt, Mitteldeutscher Verlag, Halle (Saale) 2013, ISBN 978-3-95462-130-9.
- Weimar 1919 – Chancen einer Republik. Im Auftrag der Stadt Weimar, Böhlau, Köln u. a. 2009, ISBN 978-3-412-20359-7.
- mit Monika Gibas, Rüdiger Stutz: Couragierte Wissenschaft. Eine Festschrift für Jürgen John zum 65. Geburtstag, Glaux, Jena 2007.
- mit Michael Knoche, Jürgen Weber: Das „deutsche Buch“ in der Debatte um nationale Identität und kulturelles Erbe. Im Auftrag der Klassik-Stiftung Weimar, Herzogin-Anna-Amalia-Bibliothek, Wallstein Verlag, Göttingen 2006, ISBN 978-3-8353-0062-0.
- Klingers Nietzsche. Wandlungen eines Porträts 1902–1914. Ein Beitrag zur Kunstgeschichte des „neuen Weimar“. [Erscheint anlässlich der gleichnamigen Ausstellungen im Nietzsche-Archiv der Stiftung Weimarer Klassik und Kunstsammlungen (15. Oktober – 29. November 2003) und im Georg-Kolbe-Museum Berlin (16. Mai – 8. August 2004)]. Im Auftrag der Stiftung Weimarer Klassik und Kunstsammlungen, Glaux, Jena 2004, ISBN 3-931743-66-7.
- Klassikerstadt und Nationalsozialismus. Kultur und Politik in Weimar 1933 bis 1945 (= Weimarer Schriften. Heft 56). Glaux, Jena 2002, ISBN 3-931743-55-1.
- mit Ursula Härtl, Burkhard Stenzel: Hier, hier ist Deutschland ... Von nationalen Kulturkonzepten zur nationalsozialistischen Kulturpolitik. Im Auftrag der Gedenkstätte Buchenwald und der Stiftung Weimarer Klassik, Wallstein Verlag, Göttingen 1997, ISBN 3-89244-279-7.
- mit Uwe Puschner, Walter Schmitz: Handbuch zur „völkischen Bewegung“ 1871–1918. Saur, München 1999, ISBN 3-598-11421-4.
- mit Meike G. Werner: Romantik, Revolution und Reform. Der Eugen-Diederichs-Verlag im Epochenkontext 1900–1949. [Ulrich Hermann zum 60. Geburtstag]. Wallstein Verlag, Göttingen 1999, ISBN 3-89244-344-0.
- Justus H. Ulbricht: »Deutsche Religion« und »Deutsche Kunst« Intellektuelle Sinnsuche und kulturelle Identitätskonstruktionen in der »Klassischen Moderne«, Diss. Jena 2006.